# Академия изящных искусств (Варшава)
Академия изящных искусств (пол. Akademia Sztuk Pięknych w Warszawie) — высшее учебное заведение в Варшаве, Польша.

## История
Начало своего существования ведёт от отдела изобразительных искусств, созданном при Варшавском университете 1816 года.
После распада университета в 1831 году российские власти создали в 1844 году Школу изящных искусств. Её ученики принимали активное участие в патриотической демонстрации во времена польского восстания 1863 года, в результате чего она была закрыта в 1864 году.
В 1865 году в Варшаве существовала рисуночная школа под руководством Циприана Лахницкого. В 1920 году этот класс была преобразована в муниципальную школу декоративно-прикладного искусства.
В 1904 году школа была восстановлена как Варшавская школа изящных искусств. Тогда среди её профессоров были Конрад Кржижановский, Кароль Тихий, Фердинанд Рущиц, первым директором был Казимир Стабровский.
В 1909—1920 гг. школу возглавлял Станислав Ленц. В 1932 году школа была преобразована в академию.
После Второй мировой войны в 1945 году заведение возобновило работу, а в 1950 году было объединено с Колледжем изобразительных искусств, преемником традиций муниципальной школы декоративно-прикладного искусства и живописи. В 1957 году учреждение стало Академией изобразительных искусств.

## Факультеты
- Факультет живописи;
- Факультет графического дизайна;
- Факультет дизайна;
- Факультет дизайна интерьера;
- Факультет скульптуры;
- Факультет по сохранению и реставрации произведений искусства;
- Факультет медиа-искусства и сценографии.